# Jimmy Adamson
James (Jimmy) Adamson (Ashington, 4 april 1929 – Nelson, 8 november 2011) was een voormalig Engels voetballer en voetbaltrainer. In 1976 zou hij de hoofdtrainer van Sparta Rotterdam worden echter ging dat later niet door in verband met persoonlijke omstandigheden.

## Erelijst
Burnley FC
| Nationaal     |    |         |
| Landskampioen | 1x | 1959/60 |